# Mariano Argüello Vargas
Mariano Argüello Vargas (1890, Granada–1970, Miami) fue un político nicaragüense. quien sirvió como vicepresidente de Nicaragua en 1947. Fue designado junto al presidente Víctor Manuel Román y Reyes el 15 de agosto de 1947 con carácter temporal. El cargo fue revocado el 22 de noviembre de 1947 tras el reconocimiento de la presidencia de Roman y Reyes por parte de la administración estadounidense de Harry Truman.
Estudió Derecho en la Universidad de Oriente y Mediodía. y fue presidente del Senado del Congreso Nacional de Nicaragua en 1945–1946, 1947–1948, 1952–1953, 1954–1955, 1956–1957, 1963 y 1966. Fue ministro de Relaciones Exteriores de 1940 a 1946.